# Вулька-Ваневська
Вулька-Ваневська (пол. Wólka Waniewska) — село в Польщі, у гміні Лапи Білостоцького повіту Підляського воєводства.
Населення — 134 особи (2011).

## Демографія
Демографічна структура станом на 31 березня 2011 року:
|          | Загалом | Допрацездатний вік | Працездатний вік | Постпрацездатний вік |
| -------- | ------- | ------------------ | ---------------- | -------------------- |
| Чоловіки | 68      | 11                 | 47               | 10                   |
| Жінки    | 66      | 10                 | 35               | 21                   |
| Разом    | 134     | 21                 | 82               | 31                   |